# AOL
AOL Inc. (аббревиатура, сокращение от прежнего названия англ. «America Online»; стилизованный вариант названия — Aol.; произносится как «Эй-Оу-Эл») — американский медийный конгломерат, поставщик онлайн-служб и электронных досок объявлений, интернет-пейджера AIM.
AOL изначально являлся крупнейшим в США интернет-провайдером, во время своего расцвета в начале 2000-х годов приобретённым медиаконгломератом Time Warner. В дальнейшем компания растеряла прежние позиции, что повлияло на её стоимость и привело к массовым увольнениям сотрудников. К концу 2015 года стоимость AOL была в 15 раз ниже, чем у Time Warner.
12 мая 2015 года Verizon Communications объявило о планах приобрести AOL за 4,4 миллиарда долларов США (или 50 долларов за одну акцию). Сделка была завершена 23 июня.
В мае 2021 года Verizon сообщил о продаже Yahoo! и AOL компании Apollo Global Management, при этом же сохранил долю размером в 10% в новом предприятии Yahoo!.

## История

### 1980-е годы
В 1983 году Уильям фон Майстер после отказа Warner Bros. от его проекта об онлайн-продаже музыки основал недолго просуществовавшую фирму Control Video Corporation (или CVC), единственным продуктом которой стал онлайн-сервис GameLine для игровой приставки Atari 2600 Подписчики покупали у компании модем за 49,95 долл. и одновременно выплачивали ещё 15 долл. за его установку. GameLine разрешала временно загружать игры по цене 1 долл. за игру, также имелась возможность организации между игроками состязаний в избранной игре.
В январе 1983 года Стив Кейс был нанят консультантом по маркетингу для «Control Video» по рекомендации своего брата и инвестиционного банкира Дэна Кейса. В мае 1983 года Джим Кимси стал производственным консультантом «Control Video» благодаря её инвестору и своему другу по военной академии США Фрэнку Кофильду. В этот момент фирма находилась в предбанкротном состоянии, в начале 1985 года фон Майстер покинул её.
24 мая 1985 года из остатков «CVC» главным исполнительным директором Джимом Кимси была создана Quantum Computer Services, где вместе с ним работал Марк Шерифф в качестве главного технического директора. Из 100 сотрудников Control Video в новой фирме осталось только 10 человек, среди них был и Стив Кейс, получивший повышение до должности вице-президента по маркетингу. В 1987 году он был повышен до исполнительного вице-президента. Кимси предлагал Кейсу роль CEO, которую тот получил в 1991 году после ухода самого Джима.
Кимси изменил стратегию компании, запустившей в 1985 году специализированный онлайн сервис для компьютеров серии Commodore 64 и 128, изначальной называвшийся Quantum Link (или «Q-Link»). Программное обеспечение продукта основывалось на лицензионном ПО PlayNet, Inc, созданном двумя годами ранее Говардом Голдбергом и Дэйвом Пэнзлом. В мае 1988 года Quantum и Apple запустили персональную версию AppleLink для компьютеров Apple II и Macintosh. В августе 1988 года Quantum выпустил на рынок сервис PC Link, предназначенный для совместимых с IBM ПК и созданных в рамках совместного предприятия с Tandy Corporation. После прекращения сотрудничества с Apple в октябре 1989 года, название сервиса Quantum было изменено на America Online. Продукт продвигался как онлайн сервис для слабо разбирающихся в компьютерах пользователей в противовес CompuServe, пользовавшемуся хорошей репутацией среди технического сообщества.
С момента возникновения, AOL включила в список своих продуктов онлайн-игры; многие классические и казуальные игры входили ещё в состав программного обеспечения PlayNet. В то время AOL выпустила ряд инновационных продуктов и игр: графический чат Habitat (1986—1988) и Club Caribe (1988) от LucasArts, QuantumLink Serial (1988), первая автоматизированная игра по электронной почте Quantum Space (1989—1991).

### 1990-е годы
В 1991 года AOL запустилась для DOS с помощью интерфейса GeoWorks, спустя год после появления на Windows. Это совпало с возникновением новых платных онлайн-сервисов вроде Prodigy, CompuServe и GEnie. В этом же году AOL начала поддержку первой в мире компьютерной многопользовательской онлайн-игры «Neverwinter Nights».

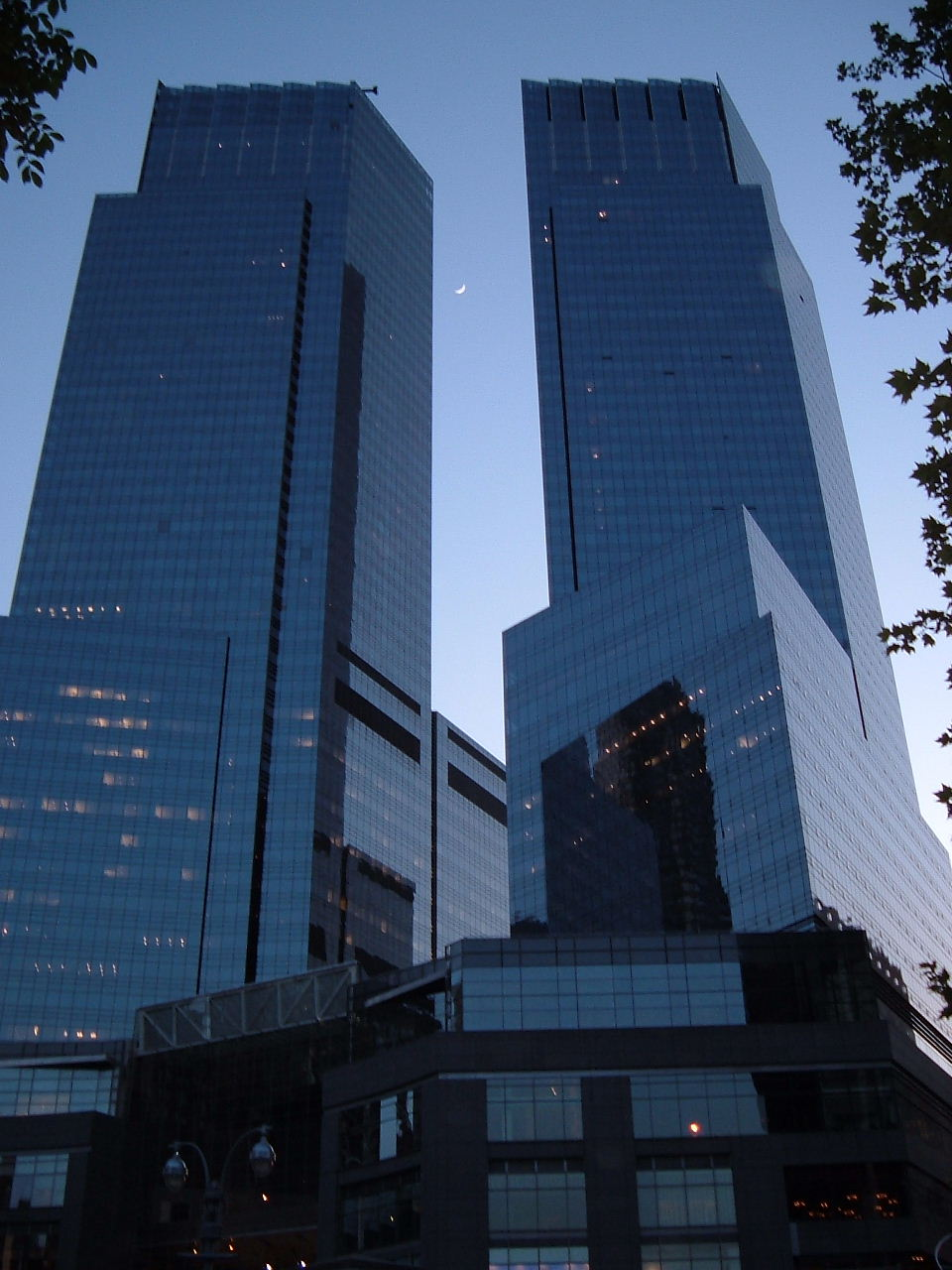
Штаб-квартира AOL в Нью-Йорке

В начале 1990-х средняя длительность подписки длилась 25 месяцев и давала 350 долларов общей выручки. В сентябре 1993 года AOL добавила к своим особенностям доступ к USENET, после чего туда начался массовый приток новых пользователей, названный более старыми участниками Usenet вечным сентябрём. AOL быстро удалось обойти GEnie, а к середине десятилетия — и Prodigy (позволявшей AOL несколько лет размещать рекламу) и CompuServe. В 1993 году AOL была способна обеспечить доступ к интернет для пользователей системы Microsoft Windows. Вместе с тем, в конце 1994 года сервисы Q-Link и PC Link были закрыты.
В следующие годы AOL запустила совместные сервисы с Национальной образовательной ассоциацией, Американской ассоциацией учителей, National Geographic, Смитсоновским институтом, Библиотекой Конгресса, National Public Radio, Министерством образования США и другими образовательными организациями. AOL также первой выпустила вспомогательные сервисы для школьников и их родителей.
AOL отменила почасовую плату для своих пользователей вплоть до декабря 1996 года, когда вместо неё вводилась помесячная оплата в 19,95 долларов. В то время соединения AOL отключались из-за наплыва желавших подключиться пользователей, из-за чего многие удаляли свои аккаунты. За три года пользовательская база AOL подросла до 10 миллионов человек. В 1995 году штаб-квартира компании располагалась в округе Фэрфакс штат Виргиния, рядом с городом Виенна. В октябре 1996 года состоялся переезд в расположенный в соседнем округе Лаудоне город Даллес. В ставшем эпохальным пятилетнем соглашении с Microsoft, AOL был включён в комплект Windows.
31 марта 1997 года был приобретен не просуществовавший долго eWorld. К тому времени половина американских домохозяйств имела доступ в интернет через AOL, а представленные на сайте компании контентные каналы (руководимые Джейсоном Сейкеном) являли хороший рост и имели 34 млн подписчиков по всему миру. 24 ноября 1998 года AOL объявило о приобретении за 4,2 миллиарда долларов США Netscape, сделка окончательно была закрыта 17 марта 1999 года.

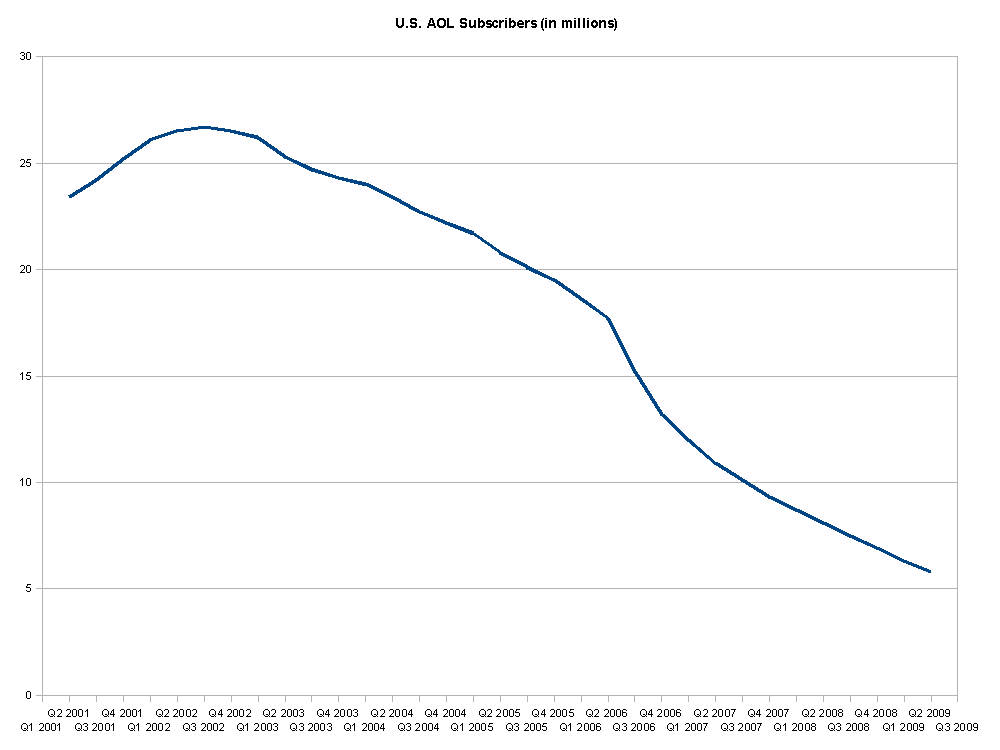
Изменение числа подписчиков AOL в США со 2 кв. 2001 по 2 кв. 2009 года.

В январе 2000 года AOL и Time Warner объявили о планах слияния в компанию AOL Time Warner. Согласно условиям сделки, акционеры AOL (во время дотком-бума бывшей приоритетным объектом для инвестиций) получали 55 % акций объединённой фирмы. Сделка была закрыта 11 января 2001 года, новой компанией стали руководить представители AOL, SBI и Time Warner, её CEO стал Джеральд Левин (имевший аналогичную должность в Time Warner). Стив Кейс стал председателем, Дж. Майкл Келли (из AOL) — главным финансовым директором, Роберт Уоррен Питтман (из AOL) и Дик Парсонс (из Time Warner) были операционными сотрудниками.
В 2002 году Джонатан Миллер стал CEO AOL. В 2003 AOL Time Warner убрало «AOL» из своего названия.
В 2004 году запустив AOL 9.0 Optimized, компания также запустила функцию персонализированных приветствий. Год спустя была организована трансляция в интернете концерта Live 8, в конце этого года AOL выпустила программы для защиты компьютеров. Также обсуждалось создание совместного предприятия с Yahoo!, Microsoft и Google, в итоге закончившееся приобретением 20 декабря 2005 года компанией Google 5 % доли AOL за один миллиард долларов.

### Переименование и упадок (2006—2009)
3 апреля 2006 года AOL объявила о сокращения своего названия с «America Online» до «AOL», полное название — AOL LLC.
8 июня 2006 года AOL выпустила программу AOL Active Security Monitor, занимающуюся диагностикой безопасности ПК. Спустя два месяца был представлен AOL Active Virus Shield, созданный совместно с Лабораторией Касперского. Продукт был бесплатным и не требовал аккаунта AOL, нуждаясь лишь в адресе электронной почты. В октябре 2006 года ISP-подразделение британской AOL было продано The Carphone Warehouse, желавшей пополнить своею базы пользователей LLU (полученные по итогам сделки 100 тыс. пользователей The Carphone Warehouse крупнейшим LLU-провайдером в стране).
В августе 2006 года AOL для снижения затрат передала доступные платным подписчикам почтовые аккаунты и программное обеспечение в бесплатное пользование. Отказ от платной модели был также вызван желанием избежать перетока клиентов к бесплатным почтовым сервисам Microsoft Hotmail и Yahoo!, попутно был создан целый ряд бесплатных приложений:
- AIM (AOL Instant Messenger)
- AOL Video
- AOL Local, включая сервисы CityGuide[38], Yellow Pages[39] и Local Search[40], позволявшие найти местные достопримечательности и организации.
- AOL News
- AOL My eAddress (электронная почта с адресами в домене пользователя; закрыта 31 января 2018 года[41])
- Xdrive, позволявшая создавать резервные копии собственных файлов через интернет[42]. Сервис был приобретен AOL 3 августа 2005 года и закрыт 12 января 2009 года[42][43].

В том же месяце компания сообщила американским пользователям о повышении цены на коммутируемый доступ до $ 25,90. Это было частью плана по переводу абонентов к широкополосному интернету, ибо новая цена была равна ежемесячному тарифу для клиенту DSL. В то же время AOL и потом предлагала неограниченный коммутируемый доступ в интернет за $9.95 в месяц.
16 ноября 2006 года Рэнди Фалко заменил Джонатана Миллера на посту CEO. В декабре AOL закрыла остававшийся в США колл-центр, после этого техническую поддержку пользователям оказывали сервисные центры в Индии и на Филиппинах.
17 сентября 2007 года AOL сообщила о переводе одной из штаб-квартир из Даллеса в Нью-Йорк и объединении различных рекламных подразделений в дочернюю компанию Platform A. Событие произошло после ряда приобретений в этой сфере, самым известным из новых активов был Advertising.com. При этом из Даллеса продолжали руководить рядом важных операций, включая услуги доступа в сеть и банк модемов
В октябре 2007 года компания объявила о будущем переносе одной из своих штаб-квартир из виргинского округа Лаудон в Нью-Йорк. В рамках грядущего переезда и перераспределения обязанностей в Дуллесе, 15 октября CEO объявил о планах уволить 2 тыс. сотрудников по всему миру. В итоге было уволено порядка 40 % сотрудников по всем направлениям. Большая часть компенсационных пакетов включала в себя выходное пособие за 120 дней (половина пособия возникла взамен предупреждения об увольнении за 60 дней, оставшаяся часть — согласно федеральному WARN Act от 1988 года).
К ноябрю 2007 года абонентская база AOL сократилась до 10,1 млн человек, незначительно обходя Comcast и AT&T Yahoo!. К декабрю 2007 года, согласно Рэнди Фалко, конверсия перехода от платного доступа к бесплатному достигала 80 %.
3 января 2008 года AOL объявила о закрытии одного из трёх дата центров в Северной Виргинии (Reston Technology Center в городе Рестон), который будет продан CRG West. 6 февраля CEO Time Warner Джеффри Беукс сообщил о решении разделить AOL на две части (интернет доступ и рекламу), с возможной последующей продажи первого подразделения.
13 марта 2008 года AOL приобрела социальную сеть Bebo за 850 млн долларов (£ 417 млн.). 25 июля стало известно о решении закрыть проекты Xdrive, AOL Pictures и BlueString ради снижение издержек и концентрации на рекламных досках объявлений как основе бизнеса. AOL Pictures были закрыты 31 декабря, 31 октября эта участь коснулась AOL Hometown (хостинг для веб-сайтов подписчиков AOL) и AOL Journal.

### Цифровая медиа компания (2009—2015)

Логотип AOL с 2009

12 марта 2009 года Тим Армстронг, ранее работавший в Google, был объявлен председателем и генеральным директором AOL. 28 мая Time Warner объявило о своём отделении от AOL в качестве независимой компании, сферами интересов которой станут издательский бизнес, кино и телевидение 23 ноября AOL представила новый логотип, созданный Wolff Olins, замена состоялась 10 декабря — в день начала торгов акциями AOL как независимой компании.
6 апреля 2010 года AOL сообщило о решении закрыть или продать Bebo; 16 июня права были проданы Criterion Capital Partners, СМИ оценивали цену сделки в районе $ 10 млн. В декабре был отключен доступ к чат-комнатам AOL.
11 июня 2009 года была приобретена новостная и информационная сеть Patch Media. 28 сентября 2010 года было подписано соглашение о приобретении TechCrunch. 12 декабря 2010 года AOL купила персональную и идентификационную платформу about.me — спустя четыре дня после публичного открытия проекта.
31 января 2011 года AOL сообщил о покупке европейской видео-дистрибьюторной сети Goviral. 7 февраля за 315 млн долларов был приобретён The Huffington Post, после чего сооснователь издания Хаффингтон, Арианна заменила Дэвида Йена на посту главы AOL по контенту, также став президентом и главным редактором AOL Huffington Post Media Group. 10 марта было объявлено о намерении сократить по итогам сделки 900 сотрудников корпорации.
14 сентября 2011 года было сформировано стратегическое партнёрство между AOL, Yahoo и Microsoft по продаже своих продуктов и рекламы на сайтах друг друга. Альянс был направлен против Google и рекламных сетей.
15 марта 2012 года AOL объявил о покупке мобильного приложения Hipster, сумма сделки не разглашалась. 9 апреля было сообщено о продаже Microsoft 800 патентов за 1,056 млрд долларов, при этом AOL сохраняло за собой «бессрочную» лицензию на их использование.
В этом же месяце компания начала действовать на рынке видеорекламы. Была анонсирована предложение GRP для онлайн видео, подразумевавшее использование системы телевизионных рейтингов. 24 апреля была запущена сеть AOL On, занимающаяся этой тематикой.
В феврале 2013 года были опубликованы данные о выручке за четвёртый квартал 2012 года — 599,5 млн долл., показатель вырос впервые за восемь лет.
В августе 2013 года Армстронг сообщил об отказе продавать Patch Media сотни местных новостных сайтов. Вскоре начались массовые увольнения, затронувшие 500 — 1 100 позиций. 15 января 2014 года Patch Media была отделена от AOL (сохранившей в неё миноритарную долю) и передана инвестиционной компании Hale Global, которая стала основным владельцем и управляющим актива. К концу 2014 года AOL контролировала 0,74 % глобального рынка рекламы.
23 января 2014 года AOL за 83 млн долларов приобрело стартап Gravity, чьё программное обеспечение отслеживало поведение пользователей в реальном времени и предоставляло им адаптированную рекламу и контент. В этом же году был куплен Vidible, разрабатывавший технологию по запуску и продаже видеоконтента в интернете, объявленная 1 декабря сделка обошлась в 50 млн долларов.
В 2014 году AOL получила номинации Эмми в категориях "Новостная и документальная премия " (сериал The Future Starts Here) и «Выдающаяся неигровая короткометражная телепрограмма» (Park Bench).

### Подразделение Verizon (2015 — 2021)

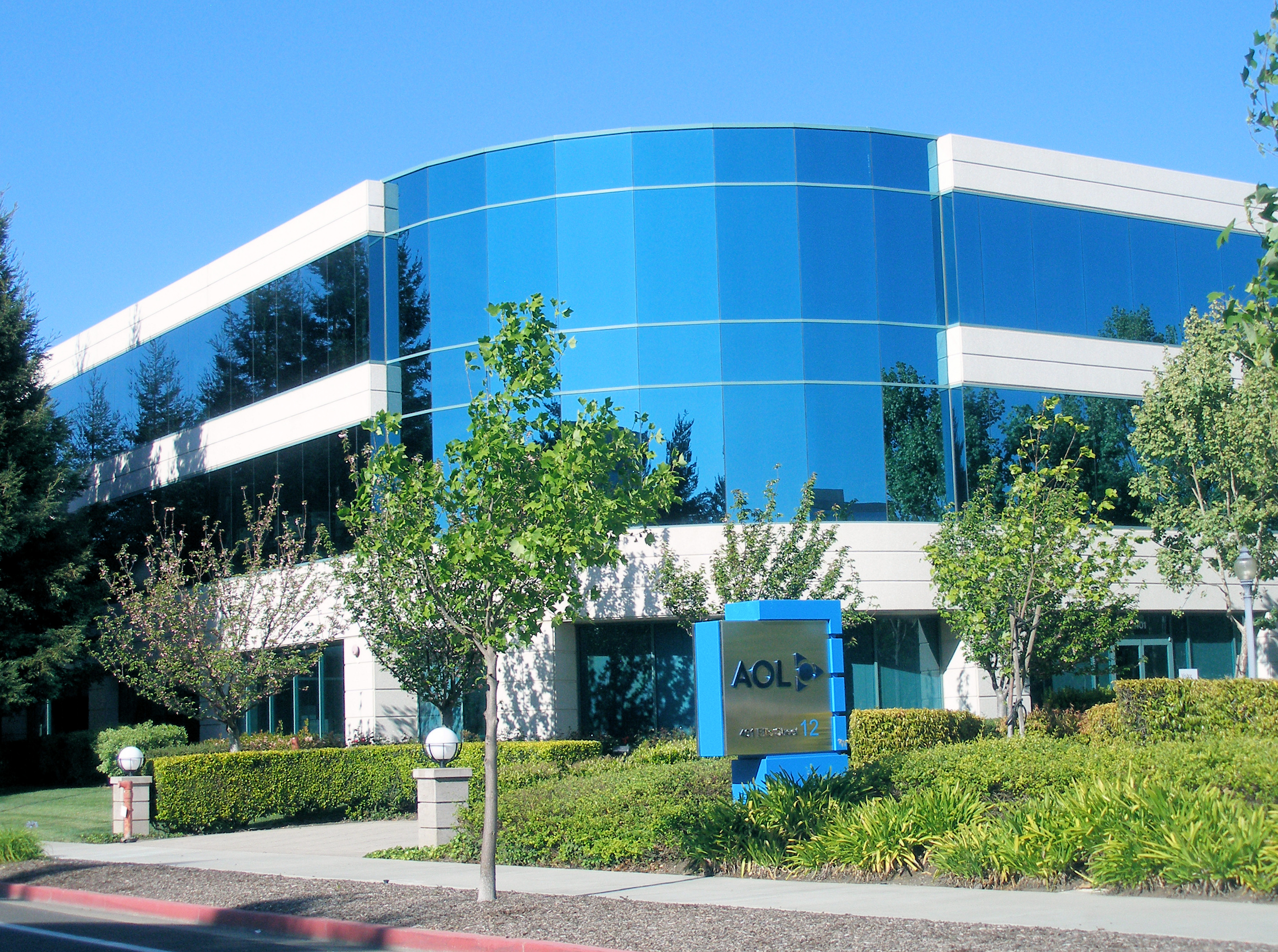
Офис подразделения AOL в Кремниевой долине.

12 мая 2015 года Verizon сообщило о планах по покупке AOL за 4,4 млрд долл (50 долл. за одну акцию), сделка была завершена 23 июня. Продолжавший руководить AOL после одобрения сделки регулирующими органами Тим Армстронг охарактеризовал произошедшее как следующий логичный шаг для его компании. По оценке аналитика Дэвида Бэнка, сделка имела смысл для Verizon, ибо позволяла расширить рекламные возможности компании и увеличить возможность по производству видеоконтента благодаря сайтам The Huffington Post, TechCrunch и Engadget. В то же время его коллега Крэйг Моффетт усомнился в сильном влиянии сделки на позиции Verizon. К этому времени AOL имел два миллиона клиентов на основе коммутируемого доступа. На фондовом рынке новость привела к росту акций AOL на 17 % и небольшому снижению стоимости акций Verizon.
14 апреля 2015 г. была запущена цифровая маркетинговая платформа программирования ONE by AOL, объединяющая каналы продаж и инструменты управления аудиторией для оптимизации и отслеживания рекламных кампаний. 15 сентября было выпущено расширение ONE by AOL: Creative, позволяющее использовать имеющейся функционал в рекламе и маркетинге.
8 мая 2015 г. компания сообщила о получении в первом квартале доходов в размере 625,1 млн долл, из которых 483,5 млн были получены от рекламы и связанных с ней операций, что превысило прошлогодние данные на 7 %. За этот год выручка AOL Platforms выросла на 21 %, но снизилась в аспекте OIBDA из-за инвестиций в создание видеоконтента и программные платформы.
29 июня 2015 г. было объявлено о сделке с Microsoft, касавшейся цифрового рекламного бизнеса этой компании. Согласно соглашению, 1,2 тыс. занятых в этой сфере сотрудников Microsoft переходили в AOL, которая займётся продажей размещения, видео и мобильной рекламы на различных платформах Microsoft в девяти странах, включая Бразилию, Великобританию, Канаду и США. Одновременно Google Search должен был быть заменён на совмещённый с поисковиком Bing продукт AOL, который будет отображать проданную Microsoft рекламу. Обе рекламные сделки основывались на аффилированном маркетинге и разделении прибыли.
22 июля 2015 года AOL получила две номинации «Эмми» в документальной и новостной категориях (фильмы «Makers» и «True Trans»).
3 сентября 2015 г. AOL согласилась приобрести Millennial Media за 238 млн долл., сделка была завершена к 23 октября того же года.
1 октября 2015 года после месяцев бета-тестов начало работу принадлежащее Verizon и управляемое AOL приложение Go90, ориентированное на трансляцию видеоконтента для мобильных устройств. Изначально пользователям был доступен контент Comedy Central, The Huffington Post, Nerdist News, Univision News, Vice, ESPN и MTV.
25 января 2016 г. AOL расширила свою ONE платформу за счёт внедрения ONE by AOL: Publishers, ныне совмещавшее шесть прежде отдельных технологий и предлагающее издателям персональную настройку видеоплееров, предоставление премиальной рекламы для повышения видимости среди аудитории и создание больших видео библиотек. Объявление было сделано вместе с созданным в Париже стартапом AlephD, занимавшимся анализом изменения рекламных ценa. и ставшим частью платформы ONE by AOL: Publishers.
20 апреля 2016 года AOL купила студию виртуальной реальности RYOT, чтобы создавать для глобальной аудитории The Huffington Post видеоконтент на основе технологий 360 градусов и VR.
В июле 2016 г. Verizon Communications объявило о намерении купить основной интернет-бизнес Yahoo!, который предварительно должен был быть объединён с AOL в новой компании «Oath».
В апреле 2018 года Oath Inc. продала Moviefone Helios and Matheson Analytics, являвшейся родительской структурой для MoviePass.

### Подразделение Yahoo! (с 2021)
В мае 2021 года Verizon сообщил о продаже Yahoo! и AOL компании Apollo Global Management, при этом же сохранил долю размером в 10 % в новом предприятии Yahoo!.

## Активы
Владеет крупнейшим каталогом ссылок на сайты всемирной паутины — Open Directory Project.
Владеет известными брендами Moviefone, Engadget, TechCrunch, MAKERS, и Stylelist.